# Cordón del Azufre
Cordón del Azufre är en komplex vulkan i Argentina, på gränsen till Chile. Den ligger i den norra delen av landet, 1 400 km nordväst om huvudstaden Buenos Aires.
Trakten runt Cordón del Azufre är ofruktbar med lite eller ingen växtlighet. Trakten runt Cordón del Azufre är nära nog obefolkad, med mindre än två invånare per kvadratkilometer.